# خلية كيراتينية

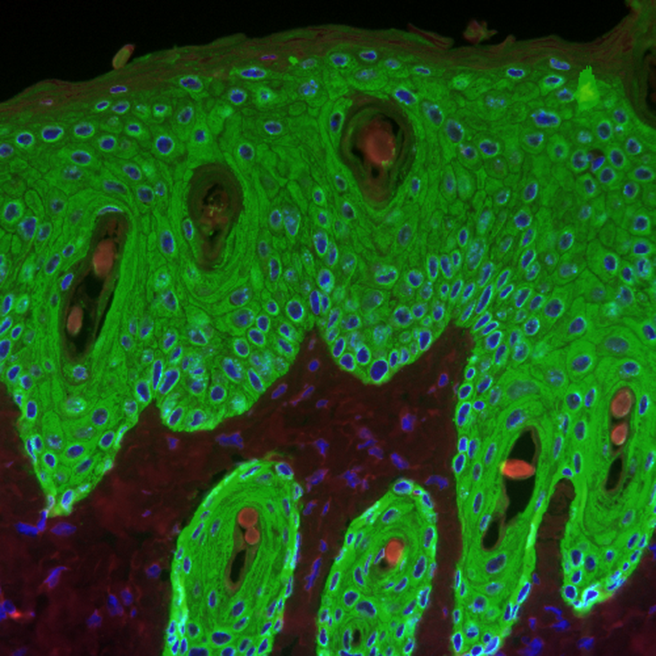
تصطبغ الخلايا الكيراتينية بلون أخضر في جلد الفأر.

الخلايا الكيراتينية هي أكثر الخلايا الموجودة في بشرة الجلد، وتمثل حوالي 90% من الخلايا الموجودة هناك. توجد الخلايا الكيراتينية في الطبقة القاعدية من البشرة، تسمى أحيانا بالخلايا القاعدية أو الخلايا الكيراتينية القاعدية.

## الوظيفة
تتمثلُ الوظيفة الأساسية للخلايا الكيراتينية في تشكيل حاجزٍ ضد الأضرار البيئية التي قد تُسببها الكائنات المسببة للأمراض مثلَ البكتيريا، الفطريات، الطفيليات، الفيروسات. تعملُ هذه الخلايا كذلكَ على مواجهة الحرارة، الأشعة فوق البنفسجية وفقدان المياه (التِجفاف). حينَما تقوم الجراثيم بغزو الطبقات العليا من البشرة؛ تتفاعلُ الخلايا الكيراتينية وتعملُ على إنتاج وسطاء مؤيدة للالتهابات خاصة الكيموكين مثل CXCL10 وCCL2 الذي يجذب الكريات البيضاء إلى موقع المرض أو بالإحرى موقع الغزو.

## الهيكل
تتميزُ هذه الخلايا الكيراتينية بهيكل مُميز حيث تتكوّن من البروتينات (وبخاصّة الكيراتين)، الإنزيمات (وبخاصّة البروتياز) ثم الليبيدات والببتيدات المضادة للميكروبات التي تُساهِم في الحفاظ على أهم وظيفة لهذه الخلايا ألا وهيَ الدفاع عن الجلد أو البشرة في وجهِ كل الأخطار. تقوم هذه الخلايا -وكما يدل ذلك على اسمها- بتشكيل مادة الكيراتين كما تعملُ على إنتاج المزيد والمزيد من الكيراتين وذلك من أجل تشكيل الطبقة الخارجية التي تعمل هي الأخرى على حماية الجلد.

## التفاعل مع الخلايا الأخرى
ترتبطُ الخلايا الكيراتينية مع أنواع أخرى من الخلايا مثل الخلايا الميلانينية (أو الصباغية) وخلايا لانغرهانس. تُشكّل الخلايا الكيراتينية شكل موصل محكم مع أعصاب الجلد وخلايا لانغرهانس داخل الخلايا الليمفاوية في البشرة. تعلبُ الخلايا الكيراتينية كذلك دورًا في الجهاز المناعي؛ وبصرف النظر عن ما سبق ذكره من الببتيدات المضادة للميكروبات والكيموكين فإنّ هذا النوع منَ الخلايا يقوم بإنتاج وسائط مضادة للالتهابات الوسطاء مثل إيه إل-10 وتي جي إف-بيتا. عند تفعيلهما؛ يُمكن للعاملين تحفيز التهاب الجلد ومن ثم تنشيط عامل نخر الورم ألفا وإفراز إنترلوكين 1 بيتا.
تُساهم الخلايا الكيراتينية في حماية الجسم من الأشعة فوق البنفسجية قبلَ تناول الأجسام الصباغية -تلكَ التي تحتوي على الميلانين-. لدى كل الخلايا الصباغية في البشرة العديد من التشعبات التي تُساهِم في التواصل مع العديد من الخلايا الكيراتينية. عادة ما يتمّ تخزين الميلانين في الخلايا الكيراتينية والخلايا الصباغية في المنطقة المحيطه بالنواة حيث أن ذلكَ يحمي الحمض النووي الريبوزي منقوص الأكسجين من الأشعة البنفسجية التي تسببُ في ضرر على مستوى الدنا.

## دور الخلية في التئام الجروح
تلعبُ الخلايا الكيراتينية دورًا مهمًا في التئام الجروح على الجلد؛ فبمجرد إصابة الجلد بجرحه ما تنتقلُ هذه الخلايا الكيراتينية لملء تلك الفجوة الناجمة عن الجرح وبالتالي المُساعدة في شفائه وعلاجه من خلال التئامه. في المنحى ذاته؛ وعند الإصابة بجرح تأتي الخلايا الكيراتينية للمشاركة في إصلاح «المرض» من منطقة جريب الشعرة. عند التئام الجٌرح؛ تحل محل تلك المنطقة الخلايا الكيراتينية التي تنشأ من البشرة. فمنَ المعروف عن الخلايا الكيراتينية مهاجرتها وكثرة حركتها أثناء عملية التئام الجروح ورُبما هذا ما يجعل دورها مهمًا.

## حروق الشمس
قد تتعرضُ هذه الخلايا للتغلظ خاصّة على مستوى النواة كما قد تتعرضُ للاتهابٍ على مستوى السيتوبلازم وذلك بعد التعرض لحروق الشمس أو حتى التعرض للأشعة فوق البنفسجية في بعض الحالات. حينها قد يتأثر الكيراتين وبالتالي ستتأثر معهُ الخلايا الكيراتينية. في السياق ذاته؛ وُصفت هذه الحالة بأنها مثال على موت الخلايا المبرمج (الاستماتة).

## الشيخوخة
مع التقدم في السن؛ تتراجعُ نِسبة الاستتباب ويرجع ذلك جزئيا إلى فشل الخلايا الجذعية في تجديد ذاتها أو القيام بعملية التمايز الخلوي على الأقل. إنّ تلفَ الحمض النووي قد يكونُ ناجِمًا عن تعرض الخلايا الجذعية إلى أنواع الأكسجين التفاعلية التي تلعب دورا رئيسيا في شيخوخة الخلايا الجذعية للبشرة. لقد لاحظَ علماء الأحياء أنّ فقدان بعض البروتينات وعلى رأسها SOD2 قد يتسببُ في ما يُعرف بالهرم لدى الإنسان. في السياق ذاته؛ قام العلماء بتجربة مهمة على الفئران الأكبر سنا. تتمثل هذه التجربة في نقص مستوى الـ SOD2 في الجسم وملاحظة النتائج. نتجَ عم هذه التجربة تأخر كبير في انغلاق الجرح كما تسببَ نقص تلك المادة في تقليل سمك البشرة.